# 19640 Ethanroth
19640 Ethanroth è un asteroide della fascia principale. Scoperto nel 1999, presenta un'orbita caratterizzata da un semiasse maggiore pari a 2,7606447 UA e da un'eccentricità di 0,1393796, inclinata di 3,43482° rispetto all'eclittica.